# Euphorbia mafingensis
Euphorbia mafingensis là một loài thực vật có hoa trong họ Đại kích. Loài này được (Hargr.) Bruyns mô tả khoa học đầu tiên năm 2006.